# Fernando Nélson
Fernando Nélson Jesus Vieira Alves (Porto, 5 november 1971) – alias Nélson – is een Portugees voormalig voetballer die doorgaans als rechtsachter speelde.

## Carrière
Nélson won drie Portugese bekers, één met Sporting CP en twee met FC Porto. Van 1996 tot 1998 was hij actief met Aston Villa in de Premier League, onder leiding van trainers Brian Little en John Gregory. Bij Aston Villa werd Nélson in feite ingelijfd als back-up voor de geblesseerde Gary Charles, die geen minuut speelde in het seizoen 1996/97. Nélson speelde ruim 100 officiële wedstrijden voor Villa. Voor het overige speelde Nélson zijn gehele carrière in eigen land, vooral als speler van Sporting.
In 1991 werd Nélson wereldkampioen met de beloften van Portugal na strafschoppen tegen Brazilië. Dat kampioenschap werd gehouden in eigen land.

## Erelijst
| Competitie                           |             |             |
| Competitie                           | Aantal      | Jaren       |
| Sporting CP                          | Sporting CP | Sporting CP |
| ------------------------------------ | ----------- | ----------- |
| Taça de Portugal                     | 1×          | 1995        |
| Porto                                |             |             |
| Taça de Portugal                     | 2×          | 2000, 2001  |
| Portugees voetbalelftal              |             |             |
| Wereldkampioenschap voetbal onder 20 | 1×          | 1991        |